# Потова залоза

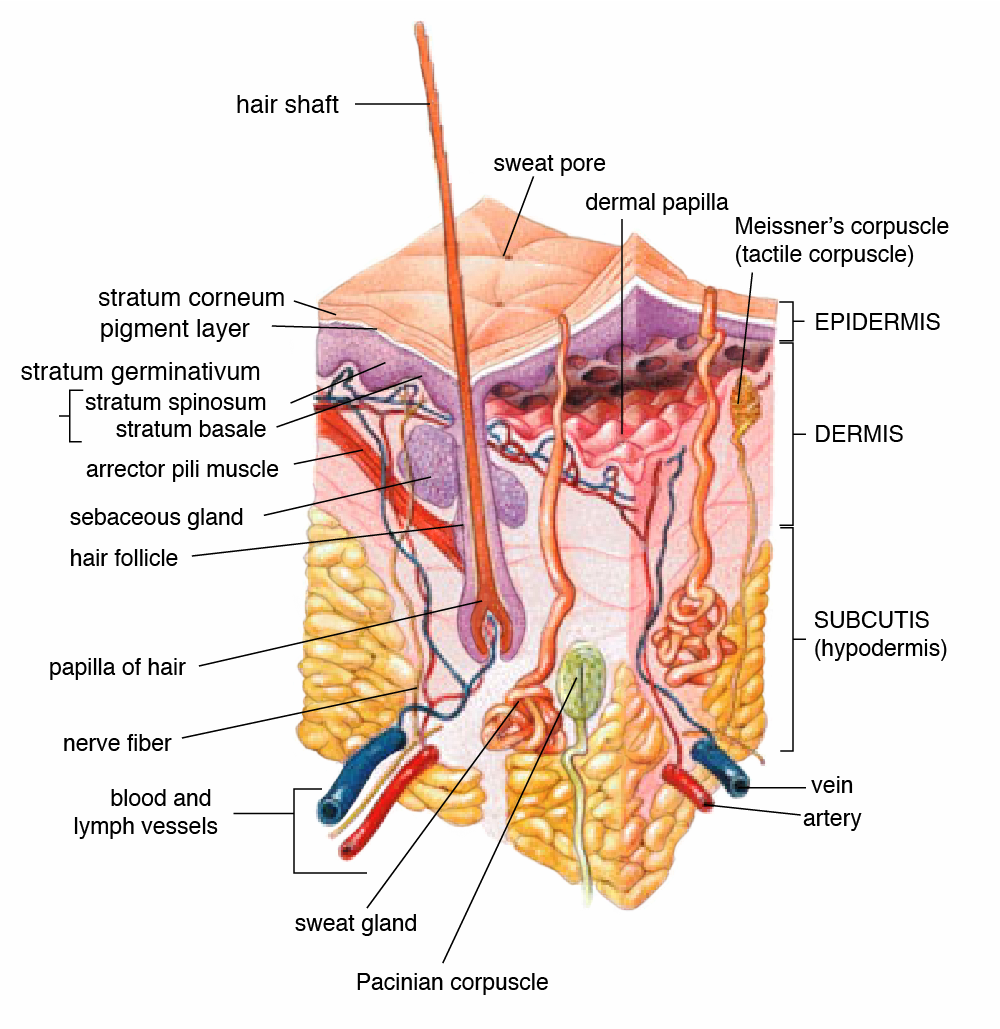
Будова шкірного покриву, потова залоза (клубочок тканини) розміщена в центрі

Потові́ за́лози (лат. glandulae sudoriferae) — прості, звичайно нерозгалужені трубчасті залози шкіри більшості ссавців (крім китоподібних, кротів, лінивцевих, деяких ластоногих і сиреноподібних), у т.ч. людини; утворюють і виділяють піт.

## Будова  потових залоз
Кожна потова залоза складається з секреторного відділу — звитого клубочка, розміщеного на межі сітчастого шару шкіри й підшкірної клітковини, у якому власне утворюється піт, та вивідної протоки, яка відкривається на поверхню шкіри або у волосяну сумку (мішечок). 
Піт піднімається вивідною протокою на поверхню шкіри та виходить назовні через маленький отвір — потову пору.

## Потові залози на тілі людини
Шар шкіри, у якому розташовані потові залози, перешкоджає не тільки втраті води з поверхні шкіри, а й проникненню води через шкіру всередину організму. 
Кількість і величина потових залоз у різних ділянках шкіри неоднакові.
Особливо багато потових залоз міститься у пахвинних западинах, на статевих органах (секрет, що виділяється цими потовими залозами, містить багато білкових речовин, які зумовлюють специфічний запах поту), на долонях, стопах тощо.
Із віком змінюється робота потових залоз, що впливає на склад і запах поту. Потові залози поділяються на еккринні, які регулюють температуру тіла, і апокринові, що виробляють густіший пот із специфічним запахом. З віком зменшується активність еккринних залоз, а також змінюється функція апокринових залоз.
Однією з важливих змін є підвищення рівня 2-ноненалю — органічної сполуки, яка надає потові характерний запах старіння. Цей процес пов'язаний із гормональними змінами і зменшенням секреції потових залоз.

## Функції потових залоз
Потові залози відіграють важливу роль у водно-сольовому обміні (зокрема, також і виведенні з організму продуктів обміну речовин) й терморегуляції організмів (зокрема, під час потовиділення організм втрачає теплову енергію, що природно призводить до зниження температури тіла).

## Джерело
- Українська радянська енциклопедія : у 12 т. / гол. ред. М. П. Бажан ; редкол.: О. К. Антонов та ін. — 2-ге вид. — К. : Головна редакція УРЕ, 1974–1985., Т.9, С.38.
- Анатомія людини: навчальний посібник: у 3-х ч. / В. С. Черно, Ю. К. Хилько, О. М. Слободян, В. В. Кошарний та ін. — Миколаїв: Вид-во ЧНУ ім. Петра Могили. –. ISBN 978-617-534-480-4 (заг.):
  - ч. 2: Спланхнологія. Залози внутрішньої секреції. — 2020. — 180 с. ISBN 978-966-336-414-8 (С.10,19,152-153)
- Головацький А. С., Черкасов В. Г., Сапін М. Р., Федонюк Я. І. Анатомія людини: підручник: у 3 т. — Вінниця: Нова книга, 2019. — Т. 2. — 456 с. (С. 345—395, 403—414)
- Луцик О. Д., Іванова А. Й., Кобак К. С. Гістологія людини. — Київ: Книга плюс, 2003. — 593 с. (С.493-537)
- Людина. / Навч. посібник з анатомії та фізіології. — Львів. 2002. — 240 с. (С.?)